# Trichodocus
Trichodocus is een kevergeslacht uit de familie van de boktorren (Cerambycidae). De wetenschappelijke naam van het geslacht werd voor het eerst geldig gepubliceerd in 1939 door Breuning.

## Soorten
Trichodocus omvat de volgende soorten:
- Trichodocus albosticticus Breuning, 1967
- Trichodocus rufus Breuning, 1939
- Trichodocus strandi Breuning, 1940